# Aeschynanthus perrottetii
Aeschynanthus perrottetii är en tvåhjärtbladig växtart som beskrevs av A. Dc.. Aeschynanthus perrottetii ingår i släktet Aeschynanthus och familjen Gesneriaceae.

## Underarter
Arten delas in i följande underarter:
- A. p. malabarica
- A. p. perrottetii